# Hôn nhân cùng giới ở New York
Hôn nhân cùng giới đã được công nhận hợp pháp tại tiểu bang New York của Hoa Kỳ kể từ ngày 24 tháng 7 năm 2011, theo Đạo luật Bình đẳng Hôn nhân, được Cơ quan lập pháp bang New York thông qua ngày 24 tháng 6 năm 2011 và được Thống đốc Andrew Cuomo ký cùng ngày. Đạo luật Hôn nhân Bình đẳng không có giới hạn cư trú, như một số tiểu bang khác làm, và cho phép các tổ chức tôn giáo từ chối thực hiện các nghi lễ cưới cùng giới.
Năm 2006, Tòa án phúc thẩm New York đã phán quyết rằng Hiến pháp Tiểu bang New York không yêu cầu quyền kết hôn cùng giới và để lại câu hỏi về sự công nhận cho Cơ quan lập pháp. Sau quyết định của tòa án năm 2006, Quốc hội New York đã thông qua luật hôn nhân cùng giới vào năm 2007, 2009 và 2011. Tuy nhiên, Thượng viện New York đã bác bỏ luật hôn nhân cùng giới trong cuộc bỏ phiếu 38–24 ngày 2 tháng 12 năm 2009. Sau các cuộc đàm phán giữa các thành viên đảng Cộng hòa của Thượng viện và Thống đốc Andrew Cuomo, về bảo vệ chống lại các vụ kiện phân biệt đối xử đối với các nhóm tôn giáo và các tổ chức phi lợi nhuận, dự luật đã thông qua Thượng viện bang bằng phiếu bầu 33–29. Luật này có hiệu lực vào ngày 24 tháng 7 năm 2011.
New York trở thành tiểu bang thứ bảy của Hoa Kỳ, sau New Hampshire, và thẩm quyền thứ tám sau khi Quận Columbia, cấp giấy phép cho các cuộc hôn nhân cùng giới.